# Chorol (Stadt)
Chorol (ukrainisch und russisch Хорол, polnisch Choroł) ist eine Stadt in der zentralukrainischen Oblast Poltawa. Sie ist Rajonzentrum des gleichnamigen Rajons, östlich der Stadt verläuft der Fluss Chorol. Der Name des Ortes leitet sich von dem altslawischen Wort hrlo (sich beeilen) ab. Bis Juli 2020 war sie das administrative Zentrum des gleichnamigen Rajons Chorol, die Stadt selbst jedoch war kein Teil des Rajons, sondern stand unter Oblastverwaltung.

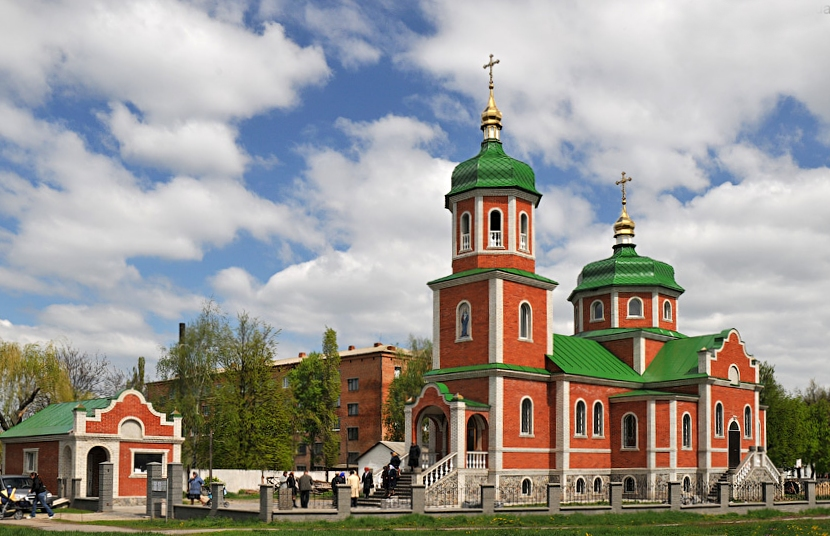
Kirche im Ort

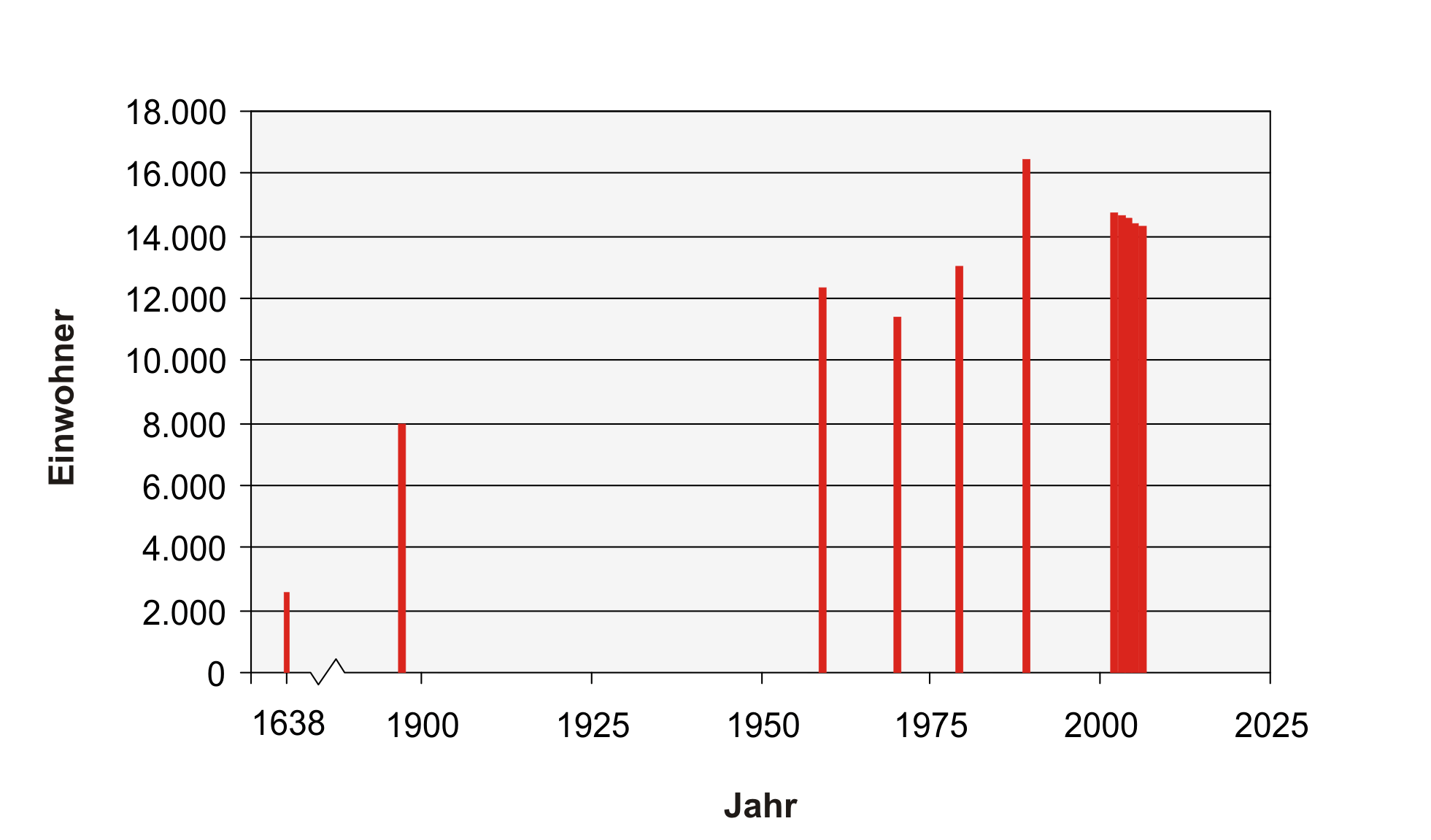
Einwohnerentwicklung

## Geschichte
Die Gründung des heutigen Ortes erfolgte in der Zeit der Kiewer Rus wohl durch den späteren Großfürsten Wladimir Monomach. Erstmals urkundlich erwähnt wurde Chorol 1083. Der Ort war Teil einer Kette von Befestigungsanlagen an den Flüssen Sula, Chorol, Psel und Worskla, welche das Reich vor einfallenden Reiterheeren aus den östlich gelegenen Steppengebieten beschützen sollten. Die härtesten Auseinandersetzungen fanden in den Jahren 1107, 1111, 1185 und 1215 statt. Aus dieser Zeit sind noch Überreste von Kasernen erhalten. Ebenso verfügte Chorol über zahlreiche unterirdische Gänge, die von Bewohnern während Angriffen von Reiterheeren zum Schutz genutzt wurden. Überreste solcher Gänge werden gelegentlich bei Bauarbeiten entdeckt.

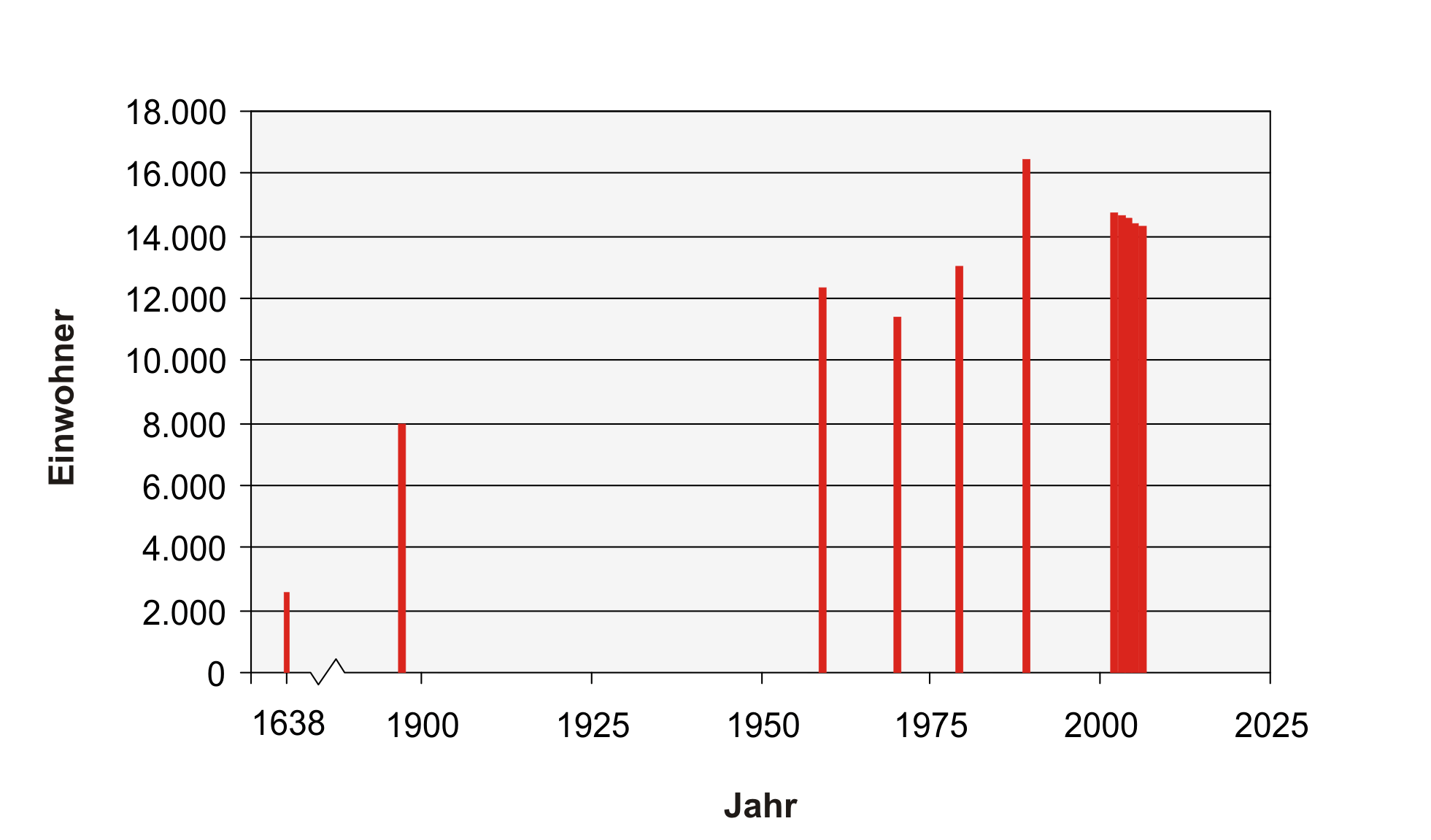
Einwohnerentwicklung

1362 gehörte der Ort zum Großfürstentum Litauen. 1569, nach der Union von Lublin, geriet der Ort unter die Herrschaft der Adelsrepublik Rzeczpospolita.
1638 wohnten in dem über acht Mühlräder verfügenden Ort 1297 Einwohner. Schon im Jahr 1648 ist Chorol eine Hundertschaft des Regiments Myrhorod. Stadtrechte erhielt Chorol 1781. Zuerst gehörte sie zum Gouvernement Kiew 1790 wurde die Nikolaew-Kirche erbaut, welche als eine der wenigen Kirchenbauten der Region auch die Sowjetzeit überdauern konnte. Seit 1795 gehörte Chorol zum Gouvernement Jekaterinoslaw, seit 1796 zum Gouvernement Kleinrussland und seit 1802 zum Gouvernement Poltawa.
Während des 19. Jahrhunderts stieg insbesondere die jüdische Bevölkerung stark an. Lebten 1847 nur 78 Juden in der Stadt, so waren es 1897 schon 2056 (25,5 % der Gesamtbevölkerung). Die Bevölkerungsmehrheit unter den 7997 Einwohnern (1897) stellten aber weiterhin mit 61,44 % die Ukrainer, weitere größere ethnische Gruppen waren Russen (7,2 %) und Polen (2,4 %).
In der ersten Hälfte des 20. Jahrhunderts erlebte die Bevölkerung Chorols insbesondere durch die Hungersnot und den Zweiten Weltkrieg schwere Zeiten. Während der deutschen Besatzungszeit verlor einen Großteil der jüdischen Bevölkerung ihr Leben. In der Nähe der Stadt befand sich eines der zahlreichen Konzentrationslager in den besetzten Ostgebieten. Nach dem Zweiten Weltkrieg stagnierte zunächst das Wachstum, zwischen 1959 und 1970 sank die Bevölkerung von 12.357 auf 11.379 Einwohner. Anschließend setzte wieder ein Wachstumsprozess ein, so dass in Chorol 1989 16.492 Einwohner wohnten. Seitdem ist die Bevölkerung erneut um mehr als 10 % zurückgegangen.

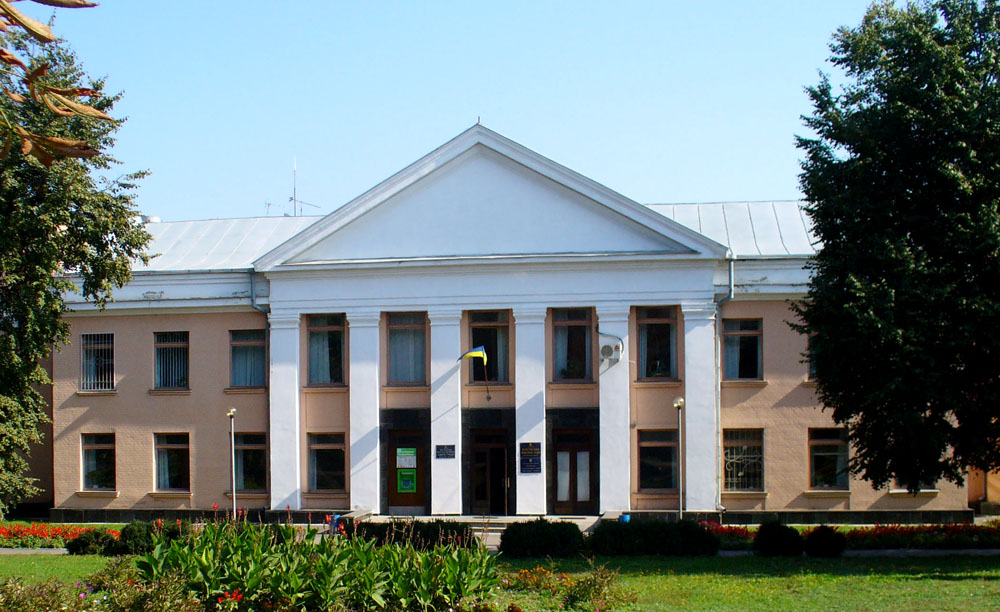
Choroler Stadtverwaltung

## Kultur und Sehenswürdigkeiten
Die Stadt gehört zu den typischen provinziellen Städten der heutigen Zentralukraine. Man spricht das so genannte Surschyk, ein Gemisch aus der ukrainischen und russischen Sprache.

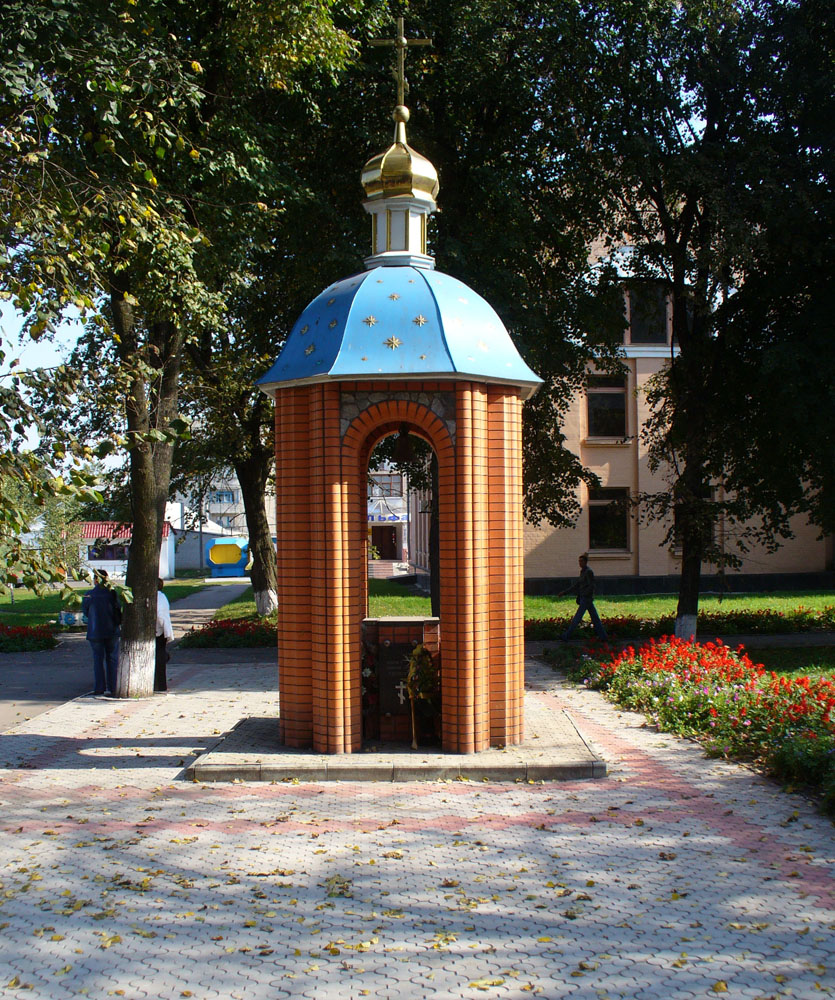
Gedenkstätte für die Liquidatoren der Tschernobyl-Katastrophe

Chorol verfügt über ein Heimatkundemuseum, in dem man guten Überblick über Geschichte und Lebensweise in der Umgebung bekommen kann. Es gibt ein Denkmal den Opfern des Zweiten Weltkrieges an der Stelle des ehemaligen Konzentrationslagers für Kriegsgefangene, das den Namen „Chorolskaja Jama“ (Choroler Grube) trägt, in der Zehntausende gestorben waren. Am nördlichen Stadtrand wurde den im Krieg erschossenen Bürgern jüdischer Herkunft ein Denkmal errichtet. Des Weiteren sind Denkmäler aus sowjetischer Zeit vorhanden, wie beispielsweise das von Wladimir Iljitsch Lenin und Felix Edmundowitsch Dserschinski, das der Bürgerkriegsoldaten der Roten Armee und andere. Vor kurzem wurde neben der Stadtverwaltung eine Gedenkstätte für die Liquidatoren der Tschernobyl-Katastrophe gebaut. Viele Bewohner der Stadt waren 1986 beim Katastropheneinsatz in Tschernobyl und starben später an daraus folgenden Erkrankungen.
Beim Wandern oder Radfahren am nahen Fluss Chorol hat man eine schöne Aussicht auf Wiesen, den Flussverlauf und die Natur. Von dieser Seite ist die Stadt als ein grüner Hügel zu sehen. In der Stadt gibt es einige Teiche.
Vom 20. bis 26. August 2007 fand im in der Nähe liegenden Dorf Wyschnjaky die XXII Europameisterschaft für Motoball statt.

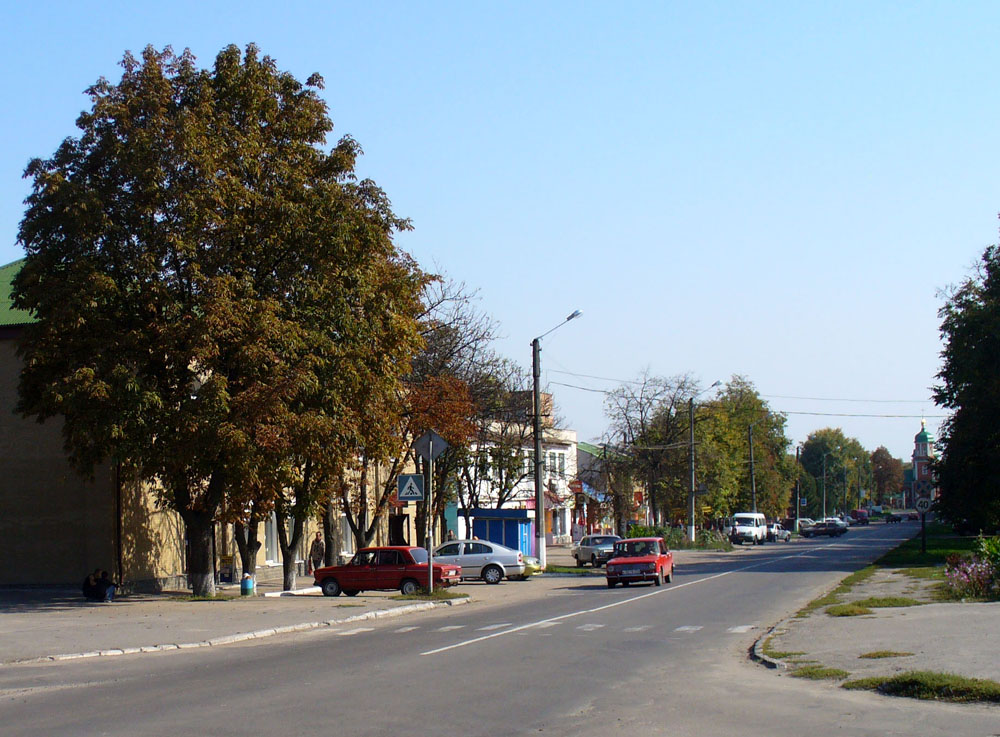
Leninstrasse im Stadtzentrum

## Wirtschaft und Infrastruktur
Hinsichtlich der industriellen Produktion hat die Nahrungsmittelindustrie (insbesondere Milchverarbeitung) die wichtigste Bedeutung, daneben spielen die Leicht- und die Baumaterialindustrie (Ziegelei) sowie der Maschinenbau eine Rolle.
Chorol liegt an der Eisenbahnlinie Krementschuk-Romodan-Romny-Bachmatsch-Homel. Am etwa 4 km von der Stadt entfernten Bahnhof, halten Züge in Richtung Kiew, Moskau, Polazk, Sankt Petersburg, Odessa, Simferopol und Dnipro. Die Stadt liegt an der Europastraße E-40, auf halber Strecke zwischen Kiew und Charkiw. Vom neu gebauten Busbahnhof führen direkte Busverbindungen in die östlich gelegenen Städte wie Poltawa, Donezk und Luhansk. Einige Buslinien Richtung Kiew führen über den Internationalen Flughafen Kiew-Boryspil.

## Verwaltungsgliederung
Am 12. Juni 2020 wurde die Stadt zum Zentrum der neugegründeten Stadtgemeinde Chorol (Хорольська міська громада/Chorolska miska hromada). Zu dieser zählen auch die 92 in der untenstehenden Tabelle aufgelisteten Dörfer, bis dahin bildete sie die gleichnamige Stadtratsgemeinde Chorol (Хорольська міська рада/Chorolska miska rada) im Zentrum des Rajons Chorol.
Am 17. Juli 2020 kam es im Zuge einer großen Rajonsreform zum Anschluss des Rajonsgebietes an den Rajon Lubny.
Folgende Orte sind neben dem Hauptort Chorol Teil der Gemeinde:
| Name                          | Name               | Name                                        |
| ukrainisch transkribiert      | ukrainisch         | russisch                                    |
| ----------------------------- | ------------------ | ------------------------------------------- |
| Andrijiwka                    | Андріївка          | Андреевка (Andrejewka)                      |
| Baryliwschtschyna             | Барилівщина        | Бариловщина (Barilowschtschina)             |
| Barylowe                      | Барилове           | Барилово (Barilowo)                         |
| Beresnjaky                    | Березняки          | Березняки (Beresnjaki)                      |
| Botschky                      | Бочки              | Бочки (Botschki)                            |
| Bowbassiwka                   | Бовбасівка         | Болбасовка (Bolbassowka)                    |
| Bryhadyriwka                  | Бригадирівка       | Бригадировка (Brigadirowka)                 |
| Buberewe                      | Бубереве           | Буберево (Buberewo)                         |
| Burlaky                       | Бурлаки            | Бурлаки (Burlaki)                           |
| Butiwzi                       | Бутівці            | Бутовцы (Butowzy)                           |
| Chomenky                      | Хоменки            | Хоменки (Chomenki)                          |
| Chwoschtschiwka               | Хвощівка           | Хвощовка (Chwoschtschowka)                  |
| Chylkiwka                     | Хильківка          | Хильковка (Chilkowka)                       |
| Daziji                        | Дації              | Дации                                       |
| Demyna Balka                  | Демина Балка       | Демина Балка (Demina Balka)                 |
| Dubowe                        | Дубове             | Дубовое (Dubowoje)                          |
| Hlyboka Dolyna                | Глибока Долина     | Глубокая Долина (Glubokaja Dolina)          |
| Hruschyne                     | Грушине            | Грушино (Gruschino)                         |
| Hryhoriwka                    | Григорівка         | Григоровка (Grigorowka)                     |
| Hyryne                        | Гирине             | Гирино (Girino)                             |
| Iwanzi                        | Іванці             | Иванцы (Iwanzy)                             |
| Iwaschtschenky                | Іващенки           | Иващенки (Iwaschtschenki)                   |
| Jalossowezke                  | Ялосовецьке        | Ялосовецкое (Jalossowezkohe)                |
| Jenky                         | Єньки              | Еньки (Jenki)                               |
| Jerkiwzi                      | Єрківці            | Ерковцы (Jerkowzy)                          |
| Klepatschi                    | Клепачі            | Клепачи (Klepatschi)                        |
| Knjascha Luka                 | Княжа Лука         | Княжая Лука (Knjaschaja Luka)               |
| Kolomijzewe Osero             | Коломійцеве Озеро  | Коломийцево Озеро (Kolomijzewo Osero)       |
| Kostjuky                      | Костюки            | Костюки (Kostjuki)                          |
| Kosubiwka                     | Козубівка          | Козубовка (Kosubowka)                       |
| Kowali                        | Ковалі             | Ковали                                      |
| Kowtuny                       | Ковтуни            | Ковтуны (Kowtuny)                           |
| Krywzi                        | Кривці             | Кривцы (Kriwzy)                             |
| Kulyky                        | Кулики             | Кулики (Kuliki)                             |
| Kulynytschi                   | Кулиничі           | Кулиничи (Kulinitschi)                      |
| Kutorschycha                  | Куторжиха          | Куторжиха (Kutorschicha)                    |
| Lahodiwka                     | Лагодівка          | Лагодовка (Lagodowka)                       |
| Lasky                         | Лазьки             | Лазки (Laski)                               |
| Lewtschenky                   | Левченки           | Левченки (Lewtschenki)                      |
| Lissjanschtschyna             | Лісянщина          | Лисянщина (Lissjanschtschina)               |
| Lobkowa Balka                 | Лобкова Балка      | Лобковая Балка (Lobkowaja Balka)            |
| Losy                          | Лози               | Лозы                                        |
| Mala Popiwka                  | Мала Попівка       | Малая Поповка (Malaja Popowka)              |
| Martyniwka                    | Мартинівка         | Мартыновка (Martynowka)                     |
| Meljuschky                    | Мелюшки            | Мелюшки (Meljuschki)                        |
| Mussijiwka                    | Мусіївка           | Мусиевка (Mussijewka)                       |
| Mykolajiwka                   | Миколаївка         | Николаевка (Nikolajewka)                    |
| Myschtschenky                 | Мищенки            | Мищенки (Mischtschenki)                     |
| Nastassiwka                   | Настасівка         | Настасовка (Nastassowka)                    |
| Nataliwka                     | Наталівка          | Наталовка (Natalowka)                       |
| Nowatschycha                  | Новачиха           | Новачиха (Nowatschicha)                     |
| Nowoawramiwka                 | Новоаврамівка      | Новоаврамовка (Nowoawramowka)               |
| Nowoiwaniwka                  | Новоіванівка       | Новоивановка (Nowoiwanowka)                 |
| Nowyj Bajrak                  | Новий Байрак       | Новый Байрак (Nowy Bairak)                  |
| Orichiwschtschyna             | Оріхівщина         | Ореховщина (Orechowschtschina)              |
| Orlykiwschtschyna             | Орликівщина        | Орликовщина (Orlikowschtschina)             |
| Ostapenky                     | Остапенки          | Остапенки (Ostapenki)                       |
| Padussi                       | Падусі             | Падуси                                      |
| Pawlenky                      | Павленки           | Павленки (Pawlenki)                         |
| Pawliwka                      | Павлівка           | Павловка (Pawlowka)                         |
| Petrakijiwka                  | Петракіївка        | Петракеевка (Petrakejewka)                  |
| Pokrowska Bahatschka          | Покровська Багачка | Покровская Богачка (Pokrowskaja Bogatschka) |
| Popiwka                       | Попівка            | Поповка (Popowka)                           |
| Prystan                       | Пристань           | Пристань (Pristan)                          |
| Radky                         | Радьки             | Радьки (Radki)                              |
| Ropljanske                    | Роплянське         | Роплянское (Ropljanskoje)                   |
| Rybtschenky                   | Рибченки           | Рыбченки (Rybtschenki)                      |
| Sadowe                        | Садове             | Садовое (Sadowoje)                          |
| Saporoschtschyne              | Запорожчине        | Запорожчино (Saporoschtschino)              |
| Scharkiwschtschyna            | Шарківщина         | Шарковщина (Scharkowtschina)                |
| Schkyli                       | Шкилі              | Шкили (Schkili)                             |
| Schtompeliwka                 | Штомпелівка        | Штомпелевка(Schtompelewka)                  |
| Schyroke                      | Широке             | Широкое (Schirokoje)                        |
| Schyschaky                    | Шишаки             | Шишаки (Schischaki)                         |
| Serednje                      | Середнє            | Среднее (Sredneje)                          |
| Sofyne                        | Софине             | Софино (Sofino)                             |
| Stajky                        | Стайки             | Стайки (Staiki)                             |
| Stara Mussijiwka              | Стара Мусіївка     | Старая Мусиевка (Staraja Mussijewka)        |
| Staroawramiwka                | Староаврамівка     | Староаврамовка (Staroawramowka)             |
| Stawky                        | Ставки             | Ставки (Stawki)                             |
| Subenky                       | Зубенки            | Зубенки (Subenki)                           |
| Tarassiwka                    | Тарасівка          | Тарасовка (Tarassowka)                      |
| Tretjakowe                    | Третякове          | Третьяково (Tretjakowo)                     |
| Trubajzi                      | Трубайці           | Трубайцы (Trubaizy)                         |
| Tscherwone                    | Червоне            | Червоное (Tscherwonoje)                     |
| Wanschyna Dolyna              | Ванжина Долина     | Ванжина Долина (Wanschina Dolina)           |
| Warwariwka                    | Варварівка         | Варваровка (Warwarowka)                     |
| Werbyne                       | Вербине            | Вербино (Werbino)                           |
| Werhuny                       | Вергуни            | Вергуны (Werguny)                           |
| Wjasiwok                      | В’язівок           | Вязовок (Wjasowok)                          |
| Wyschnewe (bis 2016 Petriwka) | Вишневе (Петрівка) | Вишнёвое (Wischnjowoje)/Петровка (Petrowka) |
| Wyschnjaky                    | Вишняки            | Вишняки (Wischnjaki)                        |

## Persönlichkeiten
- Nikolai Andrejewitsch Zertelew (1790–1869), russisch-ukrainischer Ethnograph, Dichter, Publizist und Pädagoge
- Kateryna Antonowytsch-Melnyk (1859–1942), Historikerin und Prähistorikerin
- Ben-Zion Dinur (1884–1973), israelischer Historiker und Politiker
- Oles Uljanenko (1962–2010), Schriftsteller und Taras-Schewtschenko-Preisträger

## Belege
1. ↑  Hruschewskyj, M.: Istorija Ukrajiny-Rusy. Tom VIII. Rosdil VII. Stor. 1
2. ↑  Kudrizkij, A.W.: K. (1992): Poltavschina. Enziklopeditschnij Dowidnik. ISBN 5-88500-033-6. Stor. 950
3. ↑  Tschornyj, Cerhij (2001): Nazionalnyj Sklad Naselennja Ukrajiny v XX storitschtschi
4. ↑  Statistisches Jahrbuch der Oblast Poltava 2002
5. ↑  Ukrainischer Schulatlas
6. ↑  Кабінет Міністрів України Розпорядження від 12 червня 2020 р. № 721-р "Про визначення адміністративних центрів та затвердження територій територіальних громад Полтавської області"
7. ↑  Верховна Рада України; Постанова від 17.07.2020 № 807-IX Про утворення та ліквідацію районів